# Lloyd Kelly
Lloyd Casius Kelly (1 d'octubre de 1998) és un futbolista professional anglès que juga com a defensa a la Juventus FC.